# Indianapolis Colts 2013
La stagione 2013 degli Indianapolis Colts è stata la 61ª della franchigia nella National Football League, la 30ª con sede a Indianapolis. I Colts conclusero con un record di 11 vittorie e 5 sconfitte, terminando al primo posto della AFC South e centrando l'accesso ai playoff per il secondo anno consecutivo. Nel primo turno la squadra rimontò uno svantaggio di 28 punti ai Kansas City Chiefs, il secondo più largo della storia dei playoff, andando a vincere per 45-44. La settimana successiva i Colts furono eliminati dai New England Patriots.
Il 20 ottobre 2013, Peyton Manning fece per la prima volta ritorno a Indianapolis da avversario dopo essere stato svincolato nel marzo 2012. I Colts vinsero per 39-33.

## Roster
| Roster degli Indianapolis Colts nel 2013 |
| --- |
| Quarterback - 8 Matt Hasselbeck - 12 Andrew Luck Running Back - 31 Donald Brown - 43 Tashard Choice - 39 Stanley Havili FB - 34 Trent Richardson Wide Receiver - 86 Deion Branch - 15 LaVon Brazill KR - 81 Darrius Heyward-Bey - 13 T.Y. Hilton - 11 Josh Lenz - 16 Da'Rick Rogers - 17 Griff Whalen PR Tight End - 84 Jack Doyle - 80 Coby Fleener - 47 Weslye Saunders Offensive Linemen - 74 Anthony Castonzo T - 78 Gosder Cherilus T - 62 Khaled Holmes C/G - 72 Jeff Linkenbach T/G - 75 Mike McGlynn G/C - 71 Xavier Nixon OT - 76 Joe Reitz T/G - 64 Samson Satele C - 69 Hugh Thornton G Defensive Linemen - 96 Josh Chapman NT - 97 Aubrayo Franklin NT - 99 Ricky Jean-Francois DE - 91 Ricardo Mathews DE - 61 Jeris Pendleton NT - 90 Cory Redding DE Linebacker - 56 Daniel Adongo OLB - 53 Kavell Conner ILB - 50 Jerrell Freeman ILB - 59 Cam Johnson OLB - 98 Robert Mathis OLB - 57 Josh McNary ILB - 52 Kelvin Sheppard ILB - 58 Andy Studebaker OLB - 93 Erik Walden OLB - 92 Björn Werner OLB Defensive Back - 41 Antoine Bethea FS - 38 Sergio Brown FS - 20 Darius Butler CB - 23 Vontae Davis CB - 27 Josh Gordy CB - 30 LaRon Landry SS - 42 Corey Lynch FS - 40 Sheldon Price CB - 32 Cassius Vaughn CB Special Team - 1 Pat McAfee P - 45 Matt Overton LS - 4 Adam Vinatieri K Lista delle riserve - 83 Dwayne Allen TE (IR) - 79 Justin Anderson G (IR) - 51 Pat Angerer ILB (IR) - 33 Vick Ballard RB (IR) - 44 Ahmad Bradshaw RB (IR) - 54 Mario Harvey ILB (IR) - 36 Dan Herron RB (IR) - 55 Justin Hickman OLB (IR) - 26 Delano Howell SS (IR) - 94 Montori Hughes DE/NT (IR) - 56 Scott Lutrus ILB (IR) - 63 Jake McDonough DE - 95 Fili Moala DE (IR) - -- Aaron Morgan OLB - 25 Chris Rainey RB (IR) - 56 Lawrence Sidbury OLB (IR) - 66 Donald Thomas G (IR) - 28 Greg Toler CB (IR) - 87 Reggie Wayne WR (IR) Squadra di allenamento - 67 Zach Allen G - 65 Thomas Austin G/C - 49 Alan Baxter LB - 29 Marcus Burley CB - 5 Chandler Harnish QB - 35 Tauren Poole RB - 68 Kurt Taufa'asau DT - 85 Martell Webb TE |
| Legenda - I rookie sono in corsivo. - Il primo ruolo è il principale mentre gli eventuali successivi indicano i ruoli secondari. - (IR) sta per Injured Reserve ed indica la lista ristretta per un solo giocatore infortunato che può tornare ad allenarsi dopo la settimana 6 e a rientrare in prima squadra dopo che questa ha giocato 8 partite. - (NF-Inj.) / (NF-Ill.) stanno rispettivamente per Non-Football Injured e Non-Football Illness ed indicano le liste dove viene inserito un giocatore che ha un infortunio o una malattia non dipendente dal football americano. - (PUP) sta per Physically Unable to Perform ed indica la lista dove viene inserito un giocatore mentre è in attesa di recuperare la condizione fisica. Nella stagione regolare dopo la sesta partita giocata dalla propria squadra, il giocatore ha tempo tre settimane per riprendere ad allenarsi, più tre settimane aggiuntive dal suo rientro agli allenamenti per rientrare in prima squadra. |

Fonte:

## Calendario
| Stagione regolare |                    |                         |                    |                    |                               |                    |
| Turno             | Data               | Avversario              | Risultato          | Record             | Stadio                        | Sintesi            |
| 1                 | 8 settembre        | Oakland Raiders         | V 21–17            | 1–0                | Lucas Oil Stadium             | Recap              |
| 2                 | 15 settembre       | Miami Dolphins          | S 20–24            | 1–1                | Lucas Oil Stadium             | Recap              |
| 3                 | 22 settembre       | at San Francisco 49ers  | V 27–7             | 2–1                | Candlestick Park              | Recap              |
| 4                 | 29 settembre       | at Jacksonville Jaguars | V 37–3             | 3–1                | EverBank Field                | Recap              |
| 5                 | 6 ottobre          | Seattle Seahawks        | V 34–28            | 4–1                | Lucas Oil Stadium             | Recap              |
| 6                 | 14 ottobre         | at San Diego Chargers   | S 9–19             | 4–2                | Qualcomm Stadium              | Recap              |
| 7                 | 20 ottobre         | Denver Broncos          | V 39–33            | 5–2                | Lucas Oil Stadium             | Recap              |
| 8                 | Settimana di pausa | Settimana di pausa      | Settimana di pausa | Settimana di pausa | Settimana di pausa            | Settimana di pausa |
| 9                 | 3 novembre         | at Houston Texans       | V 27–24            | 6–2                | Reliant Stadium               | Recap              |
| 10                | 10 novembre        | St. Louis Rams          | S 8–38             | 6–3                | Lucas Oil Stadium             | Recap              |
| 11                | 14 novembre        | at Tennessee Titans     | V 30–27            | 7–3                | LP Field                      | Recap              |
| 12                | 24 novembre        | at Arizona Cardinals    | S 11–40            | 7–4                | University of Phoenix Stadium | Recap              |
| 13                | 1º dicembre        | Tennessee Titans        | V 22–14            | 8–4                | Lucas Oil Stadium             | Recap              |
| 14                | 8 dicembre         | at Cincinnati Bengals   | S 28–42            | 8–5                | Paul Brown Stadium            | Recap              |
| 15                | 15 dicembre        | Houston Texans          | V 25–3             | 9–5                | Lucas Oil Stadium             | Recap              |
| 16                | 22 dicembre        | at Kansas City Chiefs   | V 23–7             | 10–5               | Arrowhead Stadium             | Recap              |
| 17                | 29 dicembre        | Jacksonville Jaguars    | V 30–10            | 11–5               | Lucas Oil Stadium             | Recap              |

Nota: Gli avversari della propria division sono in grassetto.

### Playoff
| Playoff    |                 |                             |           |        |                   |         |
| Turno      | Data            | Avversario                  | Risultato | Record | Stadio            | Sintesi |
| Wild Card  | 4 gennaio 2014  | Kansas City Chiefs (5)      | V 45–44   | 1–0    | Lucas Oil Stadium | Recap   |
| Divisional | 11 gennaio 2014 | at New England Patriots (2) | S 22–43   | 1–1    | Gillette Stadium  | Recap   |

## Classifiche
| AFC South              |    |    |   |      |     |      |     |     |     |
|                        | V  | S  | P | %    | DIV | CONF | PF  | PS  | STR |
| (4) Indianapolis Colts | 11 | 5  | 0 | .688 | 6–0 | 9–3  | 391 | 336 | V3  |
| Tennessee Titans       | 7  | 9  | 0 | .438 | 2–4 | 6–6  | 362 | 381 | V2  |
| Jacksonville Jaguars   | 4  | 12 | 0 | .250 | 3–3 | 4–8  | 247 | 449 | S3  |
| Houston Texans         | 2  | 14 | 0 | .125 | 1–5 | 2–10 | 276 | 428 | S14 |